# Сејшели на Светском првенству у атлетици на отвореном 2023.
Сејшели су учествовали на 19. Светском првенству у атлетици на отвореном 2023. одржаном у Будимпешти од 19. до 27. августа деветнаести пут, односно, учествовали су на свим првенствима до данас. Репрезентацију Сејшела представљао 1 атлетичар који се такмичио у трци на 100 метара. , 
На овом првенству Сејшели нису освојили ниједну медаљу, нити је остварен неки резултат пошто такмичар није ни стартовао.

## Учесници
Мушкарци: 
- Дилан Сикобо — 100 м

## Резултати

### Мушкарце
| Атлетичар    | Дисциплина | Лични рекорд | Предтакмичење  | Предтакмичење  | Квалификације        | Квалификације        | Полуфинале           | Полуфинале           | Финале               | Финале               | Детаљи |
| Атлетичар    | Дисциплина | Лични рекорд | Резултат       | Место          | Резултат             | Место                | Резултат             | Место                | Резултат             | Место                | Детаљи |
| ------------ | ---------- | ------------ | -------------- | -------------- | -------------------- | -------------------- | -------------------- | -------------------- | -------------------- | -------------------- | ------ |
| Дилан Сикобо | 100 м      | 10,33 НР     | Није стартовао | Није стартовао | Није се квалификовао | Није се квалификовао | Није се квалификовао | Није се квалификовао | Није се квалификовао | Није се квалификовао |        |